# Апостольский викариат Пуэрто-Карреньо
Апостольский викариат Пуэрто-Карреньо (лат. Vicariatus Apostolicus Portus Carreniensis) — апостольский викариат Римско-Католической Церкви с центром в городе Пуэрто-Карреньо. Апостольский викариат Пуэрто-Карреньо, подчиняясь непосредственно Святому Престолу, распространяет свою юрисдикцию на часть территории колумбийского департамента Вичада. Кафедральным собором апостольского викариата Пуэрто-Карреньо является церковь Пресвятой Девы Марии

## История
22 декабря 1999 года Римский папа Иоанн Павел II издал буллу «Spiritali fidelium», которой разделил апостольскую префектуру Вичады на апостольский викариат Пуэрто-Карреньо и апостольский викариат Пуэрто-Гаитана. В этот же день апостольский викариат Вичады был упразднён.

## Ординарии апостольского викариата
- епископ Álvaro Efrén Rincón Rojas C.SS.R.[1] (22.12.1999 — 10.06.2010);
- епископ Francisco Antonio Ceballos Escobar C.SS.R. (10.06.2010 — по настоящее время).

## Источник
- Annuario Pontificio, Libreria Editrice Vaticana, Città del Vaticano, 2003, ISBN 88-209-7422-3
- Булла Spiritali fidelium  (лат.)